# Sierndorf (Herrschaft)
Die Herrschaft Sierndorf mit dem Gut Wiesen war eine Grundherrschaft im Viertel unter dem Manhartsberg im Erzherzogtum Österreich unter der Enns, dem heutigen Niederösterreich.

## Ausdehnung
Die Herrschaft mit dem Gut Wiesen umfasste zuletzt die Ortsobrigkeit über Sierndorf, Grafendorf, Spillern, Unterzögersdorf, Zissersdorf, Hatzenbach, Kleinwilfersdorf und Wiesen. Der Sitz der Verwaltung befand sich im Schloss Sierndorf.

## Geschichte
Letzter Inhaber der Allodialherrschaft war der Kämmerer Franz Gundacker Fürst von und zu Colloredo-Mannsfeld, bevor diese mit den Reformen 1848/1849 aufgelöst wurde.